# Anhausen
Anhausen là một xã thuộc huyện Neuwied, trong bang Rheinland-Pfalz, phía tây nước Đức. Xã Anhausen có diện tích 9,54 km², dân số thời điểm ngày 31 tháng 12 năm 2006 là 1371 người.